# Nepenthes muluensis
Nepenthes muluensis (/[invalid input: 'icon']n[invalid input: 'ɨ']ˈpɛnθiːz ˌmʊluːˈɛnsɪs/), hay Cây nắp ấm Mulu, là một loài cây nắp ấm nhiệt đới bản địa Borneo. Nó mọc ở cao nguyên tại độ cao 1700 đến 2400 m trên mực nước biển.

## Hình ảnh

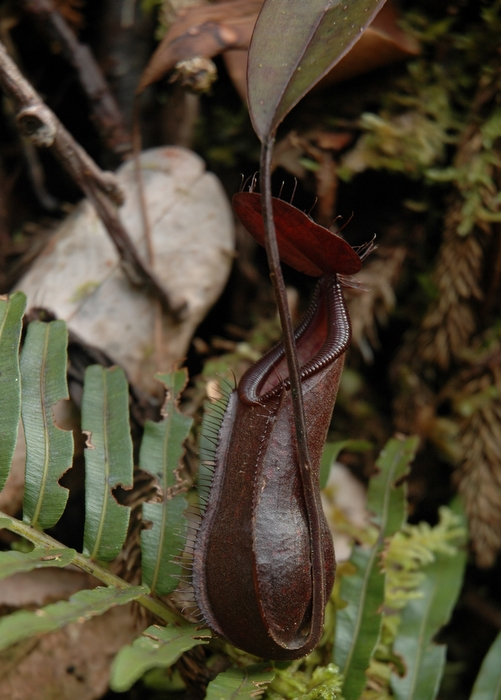
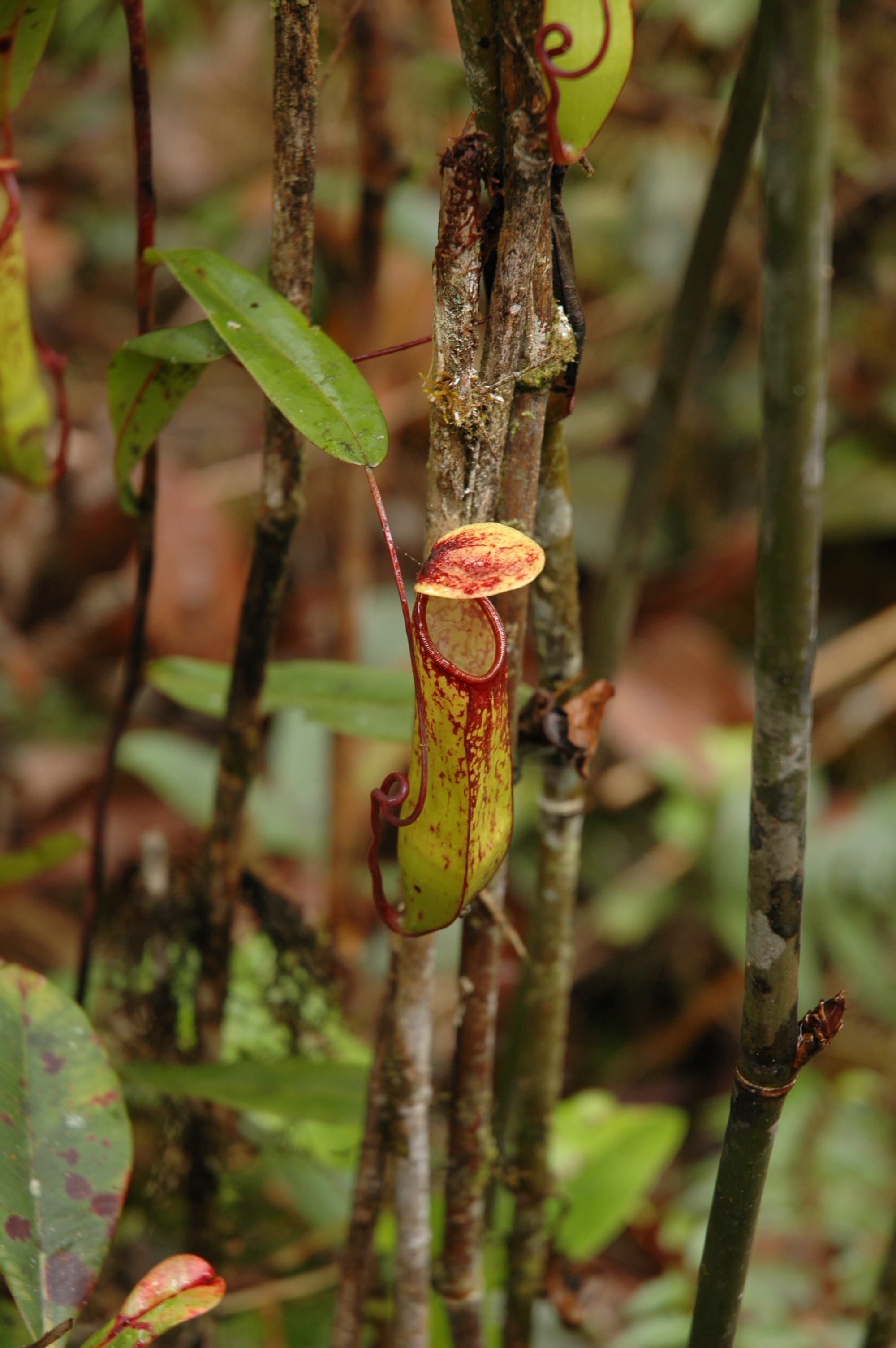
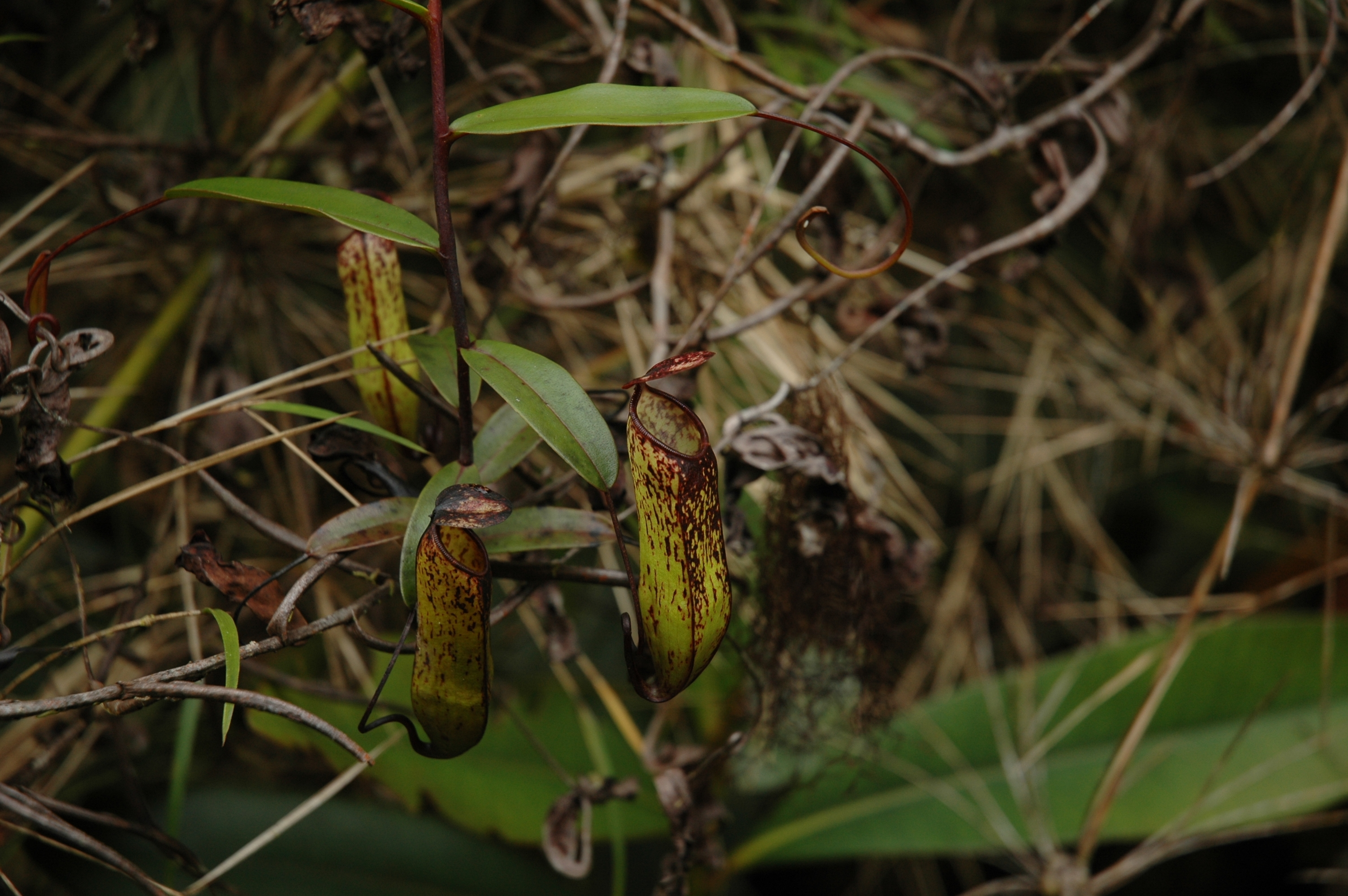
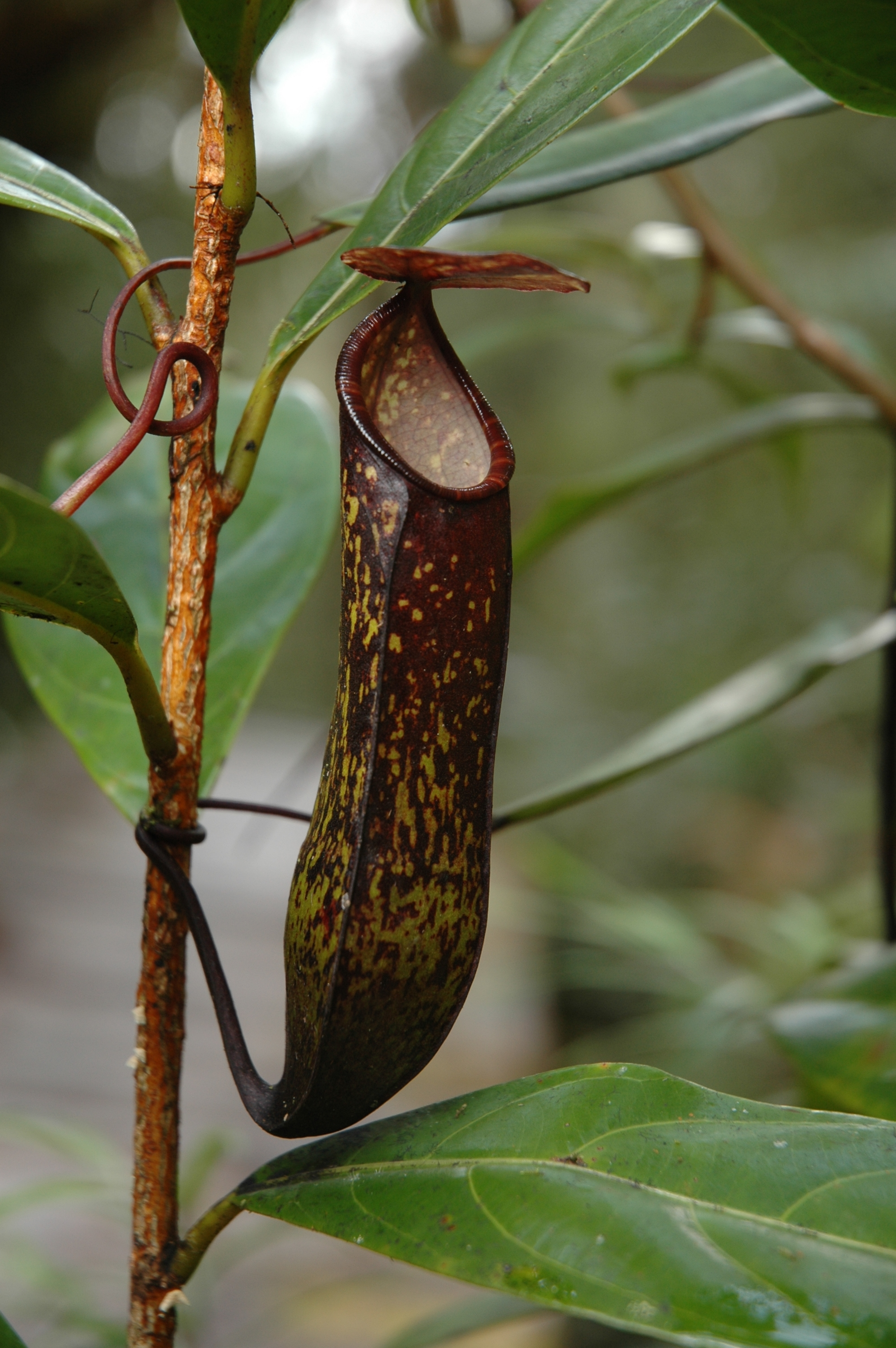